# Stenostephanus chiapensis
Stenostephanus chiapensis är en akantusväxtart som beskrevs av T.F. Daniel. Stenostephanus chiapensis ingår i släktet Stenostephanus och familjen akantusväxter. Inga underarter finns listade i Catalogue of Life.